# The Mr. Peabody & Sherman Show
The Mr. Peabody & Sherman Show és una sèrie estatunidenca animada per a Web TV produïda per DreamWorks Animation i Jay Ward Productions. La sèrie està basada en segments serials dels 1960, dits "Peabody's Improbable History", que es van emetre com a part de The Adventures of Rocky and Bullwinkle and Friends, i en el film de 2014, Mr. Peabody & Sherman, que també va ser produït per DreamWorks Animation. La sèrie es va estrenar el 9 d'octubre de 2015 a Netflix. La segona temporada es va estrenar el 18 de març de 2016. La tercera el 21 d'octubre de 2016. La quarta el 21 d'abril de 2017.
La sèrie està dibuixada digitalment a mà, amb l'estudi de Vancouver DHX Media proveint l'animació. Mr. Peabody té la veu de Chris Parnell, mentre que Max Charles reprén el seu paper de la pel·lícula com a Sherman. En un principi, segons The Animation Guild, I.A.T.S.E. Local 839, hi havien programats 78 capítols, però només 52 es van acabar emetent. La sèrie es va estrenar en obert a Universal Kids el 8 d'abril de 2018.